# دلاهچوو-سابلیار
دلاهچوو-سابلیار (به بلغاری: Dlahchevo-Sablyar) یک منطقهٔ مسکونی در بلغارستان است که در شهرستان نوستینو واقع شده‌است.